# 小角度近似

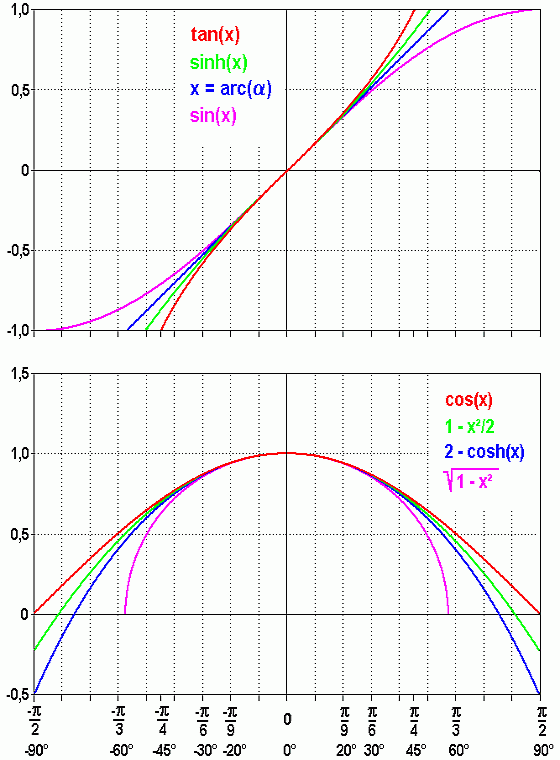
在x → 0時一些三角函數的近似值

小角度近似（small-angle approximations）可以在角度以弧度表示，且角度很小的情形下，近似部份三角函数的值：
{\displaystyle {\begin{aligned}\sin \theta &\approx \theta \\\cos \theta &\approx 1-{\frac {\theta ^{2}}{2}}\approx 1\\\tan \theta &\approx \theta \end{aligned}}}
上述的近似常用在物理学和工程学的各分支學科中，包括力学、电磁学、光学、地图学、天文學和计算机科学。近似的一個理由是可以大幅簡化微分方程的計算，可以用在不需要精確解的情形下。
小角度近似可以用許多的方式說明，最直接的是用三角函數的馬克勞林級數，依照逼近的階數不同，{\displaystyle \textstyle \cos \theta }可以近似為{\displaystyle 1}或{\textstyle 1-{\frac {\theta ^{2}}{2}}}.。

## 理由

### 繪圖
圖1和圖2可以看出此近似的精度。在角度趨近零時，原始函數和近似函數的差也趨近零。

圖1：基本的奇三角函數的比較，當角度θ趨近0時，近似函數很接近原函數。
圖2：cos θ和1 − θ2/2的比較。當角度θ趨近0時，兩函數相當接近。

### 幾何學
右圖中紅色部份d，是斜邊長度H和鄰邊長度A的差。如圖所示，H和A幾乎一樣長，意思是cos θ接近1，利用θ2/2可以減去紅色的部份
{\displaystyle \cos {\theta }\approx 1-{\frac {\theta ^{2}}{2}}}。
其對邊O長度近似於藍色圓弧的長度s。根據幾何學，s = Aθ，根據三角函數，sin θ = O/H和tan θ = O/A，根據圖上O ≈ s且H ≈ A可得：
{\displaystyle \sin \theta ={\frac {O}{H}}\approx {\frac {O}{A}}=\tan \theta ={\frac {O}{A}}\approx {\frac {s}{A}}={\frac {A\theta }{A}}=\theta .}
簡化後可得
{\displaystyle \sin \theta \approx \tan \theta \approx \theta .}

### 微積分
利用夾擠定理，可以證明
{\textstyle \lim _{\theta \to 0}{\frac {\sin(\theta )}{\theta }}=1,}這是在小角度θ時，{\displaystyle \sin(\theta )\approx \theta }近似式的正式敘述。

比較小心的應用夾擠定理可得 {\textstyle \lim _{\theta \to 0}{\frac {\tan(\theta )}{\theta }}=1,}，因此可以得到在小角度θ時，{\displaystyle \tan(\theta )\approx \theta }。
最後，利用洛必达法则可得{\textstyle \lim _{\theta \to 0}{\frac {\cos(\theta )-1}{\theta ^{2}}}=\lim _{\theta \to 0}{\frac {-\sin(\theta )}{2\theta }}=-{\frac {1}{2}},}可以整理為{\textstyle \cos(\theta )\approx 1-{\frac {\theta ^{2}}{2}}}，在小角度θ時成立。也可以用倍角公式{\displaystyle \cos 2A\equiv 1-2\sin ^{2}A}。令{\displaystyle \theta =2A}，可得{\textstyle \cos \theta =1-2\sin ^{2}{\frac {\theta }{2}}\approx 1-{\frac {\theta ^{2}}{2}}}。

### 代數

正弦函數的小角度近似

將正弦函數進行馬克勞林展開（在零附近的泰勒展開）可得
{\displaystyle {\begin{aligned}\sin \theta &=\sum _{n=0}^{\infty }{\frac {(-1)^{n}}{(2n+1)!}}\theta ^{2n+1}\\&=\theta -{\frac {\theta ^{3}}{3!}}+{\frac {\theta ^{5}}{5!}}-{\frac {\theta ^{7}}{7!}}+\cdots \end{aligned}}}
其中θ是以弧度表示的角度，上式也可以改寫如下：
{\displaystyle \sin \theta =\theta -{\frac {\theta ^{3}}{6}}+{\frac {\theta ^{5}}{120}}-{\frac {\theta ^{7}}{5040}}+\cdots }
可以看出在θ很小時，第二項（三次方項）會非常小。用θ為0.01為例，第二項的數量級為第一項的 0.000001或1/10000。因此可以單純的近似為：
{\displaystyle \sin \theta \approx \theta }
另外，因為小角度的餘弦函數接近1，因此正切函數（正弦函數除以餘弦函數）可以表示如下
{\displaystyle \tan \theta \approx \sin \theta \approx \theta },

## 近似的誤差

圖3：小角度近似的逼近误差

圖3是小角度近似的誤差，若以誤差在1%為準，以下是各近似函數誤差超過1%的角度：
- cos θ ≈ 1，約為 0.1408 弧度 (8.07°)
- tan θ ≈ θ，約為 0.1730 弧度 (9.91°)
- sin θ ≈ θ，約為 0.2441 弧度 (13.99°)
- cos θ ≈ 1 − θ2/2，約為 0.6620 弧度 (37.93°)

## 和角和差角
三角恒等式中的和角公式和差角公式，當其中一個角度很小時（β ≈ 0），可以簡化為下式：
| cos(α + β) | ≈ cos(α) − β sin(α), |
| cos(α − β) | ≈ cos(α) + β sin(α), |
| sin(α + β) | ≈ sin(α) + β cos(α), |
| sin(α − β) | ≈ sin(α) − β cos(α). |

## 應用

### 天文學
在天文學上，天體的角直徑多半只有幾個角秒，其角度很小，因此可以用小角度近似。線性大小（D）和角直徑（X）以及與觀察者距離（d）之間有以下的公式：
{\displaystyle D=X{\frac {d}{206\,265}}}
其中X是用角秒表示。
數字206265是圓用角秒表示的值（1296000），除以2π。
精確的公式是
{\displaystyle D=d\tan \left(X{\frac {2\pi }{1\,296\,000}}\right)}
若tan X改為X，上式也適用。

### 擺的運動
在計算擺的势能时，二次餘弦近似非常的好用，可以應用在拉格朗日力学上，找到運動的間接方程（能量方程）。
在計算擺的頻率時，可以用正弦函數的小角度近近，將擺的微分方程轉換為簡諧運動的微分方程。

### 光學
在光學上，小角度近似是近軸近似的基礎。

### 波干涉
正弦和正切的小角度近似可以用在雙縫實驗或衍射光栅中，以簡化計算。

### 結構力學
小角度近似常用在結構力學上，特別是和穩定性和分岔分析上（主要是軸向受壓力的柱，是否會產生挫曲的分析）。這部份簡化的程度很大。不過不過用在精確的分析上。

### 導航
空中導航中的1 in 60 rule就是以小角度近似為基礎，加上一個弧度近似於60度的事實。

### 內插
小角度的和角和差角公式可以在三角函數表的插值：
例如：sin(0.755)
| sin(0.755) | = sin(0.75 + 0.005)             |                                              |
|            | ≈ sin(0.75) + (0.005) cos(0.75) |                                              |
|            | ≈ (0.6816) + (0.005)(0.7317)    | [sin(0.75)和cos(0.75)的值是由三角函數表求得] |
|            | ≈ 0.6853.                       |                                              |